# Hovea linearis
Hovea linearis es una especie de arbusto perteneciente a la familia de las leguminosas, es nativa de Australia de Nueva Gales del Sur.

## Descripción
Es un subarbusto erecto que alcanza un tamaño de hasta 1,2 m de altura, por lo general con un delgado tallo principal. Las ramas con indumentos en pecíolos, estípulas, pedicelos, la superficie abaxial de las brácteas y bractéolas y la superficie externa del cáliz moderadamente denso, de color marrón y plateado, gris o negruzco, con pelos ± rectos, aplanados, la superficie de las ramas con dispersas, oscuras y diminutas manchas verdes. 
Las hojas son erectas a suberectos, principalmente lineales de 3-11 cm de largo, 1.2-6 mm de ancho, plana o ligeramente arqueadas, la base obtusa a los márgenes agudos, a veces muy ligeramente crenados, el ápice redondeado a obtuso, rara vez agudo, mucrón corto, a veces recurvado; la superficie superior de color verde,  glabra, lisa o con venas ligeramente hundidas, la superficie inferior con un escaso indumento blanco o marrón, pelo recto, adpreso, nervio central con indumento bastante escaso, de color marrón oscuro, y débil nervadura. Estípulas estrechas-ovadas a lanceoladas, de 1-2 mm de largo. Pecíolo 2-3,5 mm de largo.
Las inflorescencias son sésiles, la mayoría de dos flores.

## Taxonomía
Hovea linearis fue descrita por (Sm.) R.Br. y publicado en Hortus Kewensis; or, a Catalogue of the Plants Cultivated in the Royal Botanic Garden at Kew. London (2nd ed.) 4: 275, en el año 1812. (Dec 1812).
Sinonimia
- Poiretia linearis Sm. basónimo[4][5]